# 16199 Rozenblyum
16199 Rozenblyum è un asteroide della fascia principale. Scoperto nel 2000, presenta un'orbita caratterizzata da un semiasse maggiore pari a 2,9452710 UA e da un'eccentricità di 0,0670351, inclinata di 3,03630° rispetto all'eclittica.